# Orophea torulosa
Orophea torulosa Hutch. – gatunek rośliny z rodziny flaszowcowatych (Annonaceae Juss.). Występuje naturalnie na indyjskich wyspach Andamanach i Nikobarach. 

## Morfologia
PokrójZimozielone drzewo.
LiścieMają eliptyczny kształt. Mierzą 10–14,5 cm długości oraz 4–6 cm szerokości. Nasada liścia jest zaokrąglona. Blaszka liściowa jest o długo spiczastym wierzchołku. Ogonek liściowy jest owłosiony i dorasta do 3 mm długości.
KwiatySą zebrane w pry, rozwijają się w kątach pędów. Są osadzone na krótkich szypułkach. Działki kielicha mają trójkątny kształt i dorastają do 2 mm długości. Płatki mają owalny kształt i osiągają do 3–5 mm długości. Kwiaty mają 6–8 owocolistków.
OwoceZebrane w owoc zbiorowy. Osiągają 7 cm długości.

## Biologia i ekologia
Rośnie w wiecznie zielonych lasach. Kwitnie w kwietniu, natomiast owoce dojrzewają w sierpniu.